# 只乐镇
只乐乡，是中华人民共和国河南省许昌市鄢陵县下辖的一个乡镇级行政单位。

## 行政区划
只乐乡下辖以下地区：
西只乐村、东只乐村、小营村、大营村、庄刘村、前曹村、王建平村、岗周村、小东村、罗寨村、常寨村、东店村、崔庄村、王庄村、王桥村、钱桥村、陈庄村、顺羊村、桥北张村、后杜村、南河张村、沈寺村、胡营村、袁堂村、郭刘村、刘英桥村、杨庄村、观台村、寺后李村、野岗村、司庄村、袁庄村、塔庄村、曹桥村和安赵村。